# Eumenophorus
Eumenophorus is een geslacht van spinnen uit de familie vogelspinnen (Theraphosidae).

## Soorten
De volgende soorten zijn bij het geslacht ingedeeld:
- Eumenophorus clementsi Pocock, 1897
- Eumenophorus murphyorum Smith, 1990
- Eumenophorus stridulantissimus (Strand, 1907)